# Syed Rashed Turzo
Syed Rashed Turzo (30 settembre 1990) è un calciatore bangladese, attaccante del Rahamatganj Dhaka.

## Carriera

### Nazionale
Ha esordito in Nazionale nel 2016.